# Victor Hasselblad
Victor Hasselblad, né le 8 mars 1906 à Göteborg et mort le 5 août 1978, est un ingénieur et inventeur suédois.

## Biographie
Victor Hasselblad a inventé l'appareil photographique reflex mono-objectif 6 × 6 cm, connu sous le nom de Hasselblad.
Passionné de photographie, sa famille possédant une société d'import-export spécialisée notamment dans le matériel photographique, il développe dans différents pays sa connaissance des appareils photo et de leur équipement optique tout en étant un photographe passionné. En désaccord avec son père, il monte en 1937 un magasin de photo à Göteborg dont le succès lui offre la réputation d'être un des experts suédois du domaine. En 1940, après le crash d'un avion de reconnaissance allemand sur le sol suédois, il est contacté par le gouvernement suédois pour développer un appareil équivalent pour l'armée de l'air suédoise.
L'entreprise Victor Hasselblad AB est fondée en 1941 pour répondre aux besoins de l'armée, et sort en 1948 son premier appareil destiné à un usage civil, le 1600F.
Il lègue à sa mort 78 millions de couronnes suédoises à la fondation Erna et Victor Hasselblad, qui distribue chaque année le prix international de la Fondation Hasselblad.
Une statue de Victor Hasselblad due à Ulf Celén se trouve à Götaplatsen à Göteborg, près du musée des beaux-arts.